# أوربانو لوغو
أوربانو لوغو (بالإسبانية: Urbano Lugo)‏ هو لاعب كرة قاعدة كولومبي، ولد في 12 أغسطس 1962 في Paraguaná Peninsula ‏ في فنزويلا.

## روابط خارجية
- أوربانو لوغو على موقع دوري كرة القاعدة الرئيسي (الإنجليزية)
- أوربانو لوغو على موقعبيزبول رفرنس.كوم (الدوري الثانوي) (الإنجليزية)
- أوربانو لوغو على موقع إي إس بي إن.كوم (أم.أل.بي) (الإنجليزية)
- أوربانو لوغو على موقع مشجعي الرسوم البيانية (الإنجليزية)